# Subvasallo
En los tiempos del feudalismo el subvasallo era el vasallo de un señor que, a su vez, lo era del rey con el nombre de súbdito. 
Aquel se distinguía del vasallo ordinario o siervo por ciertos derechos y exenciones que disfrutaba. Su principal obligación era acudir con armas y caballo cuando se publicaba el bando general convocando la gente de guerra. Mas si su señor, el vasallo principal del rey, se rebelaba contra el soberano, el subvasallo se veía en una alternativa bastante comprometida pues, vasallo del rey y vasallo del señor de las propiedades que disfrutaba en feudo, tenía sobre sí dos obligaciones contraria la una a la otra.